# ジョン・ウタカ
ジョン・チュクウディ・ウタカ（John Chukwudi Utaka, 1982年1月8日 - ）は、ナイジェリア出身の元サッカー選手である。ポジションはFW（センターフォワード）。元ナイジェリア代表。
実弟はプロサッカー選手のピーター・ウタカ。

## 経歴
1997年、母国のチームエヌグ・レンジャーズでプロデビュー。その後エジプトの強豪チームイスマイリーSCに所属すると、CAF（アフリカサッカー連盟）カップ得点王となり、チームを準優勝に導いた。さらに翌年、移籍したカタールのアル・サッドでの活躍によりRCランスの目に留まり、2002年、欧州進出を果たすこととなる。同年、ナイジェリア代表デビューし、6月に開催された日韓W杯にも登録されている。
その後、ランスでは目立った成績を残せずにいたが、2004-2005シーズンにリーグ12得点を挙げ復調すると、翌シーズン、スタッド・レンヌに引き抜かれた。2006年にはアフリカネーションズカップにも出場し、得点こそなかったものの主力としてプレー、3位という成績に貢献した。2007年、700万ポンドの移籍金でポーツマスFCに移籍した。2017年、アスワンSCへ移籍。
2010 FIFAワールドカップ ナイジェリア代表メンバー。

## 代表歴

### 出場大会
- ナイジェリア代表
  - 2002 FIFAワールドカップ
  - 2010 FIFAワールドカップ

### 試合数
- 国際Aマッチ 49試合 6得点（2001年-2012年）[1]

| ナイジェリア代表 | 国際Aマッチ | 国際Aマッチ |
| 年               | 出場        | 得点        |
| ---------------- | ----------- | ----------- |
| 2001             | 3           | 0           |
| 2002             | 4           | 0           |
| 2003             | 5           | 1           |
| 2004             | 12          | 3           |
| 2005             | 2           | 1           |
| 2006             | 4           | 0           |
| 2007             | 6           | 1           |
| 2008             | 7           | 0           |
| 2009             | 2           | 0           |
| 2010             | 2           | 0           |
| 2011             | 0           | 0           |
| 2012             | 2           | 0           |
| 通算             | 49          | 6           |